# 水上機

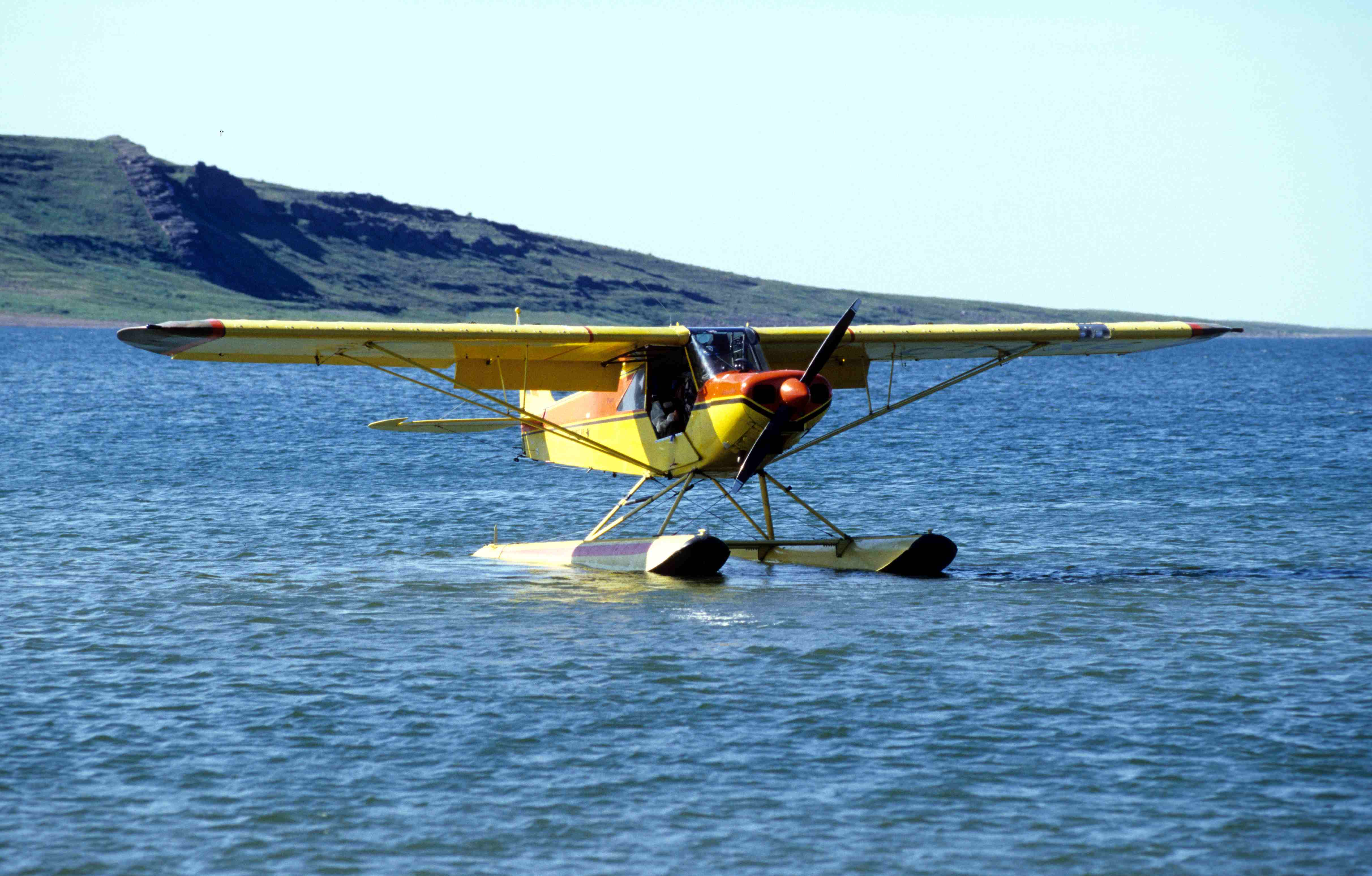
パイパー・スーパーカブ（双フロート式）

水上機（すいじょうき）とは、水面上に浮いて滑走が可能な船型の機体構造、あるいは浮舟（フロート）のような艤装を持つことによって、水上にて離着水できるように設計された航空機である。水上機として最初から設計されたものと、通常の航空機が水上機として再設計されたものがある。

## 構造による区分
日本産業規格 (JIS) の規格文書JIS W 0106「航空用語（航空機一般）」では、「フロート水上機」と飛行艇を総称する「水上で発着する飛行機」として定義される。両者は「主にフロートによってその重量を支持する」フロート水上機と、「主に艇体によってその重量を支持する」飛行艇として区別されている。

### フロート水上機

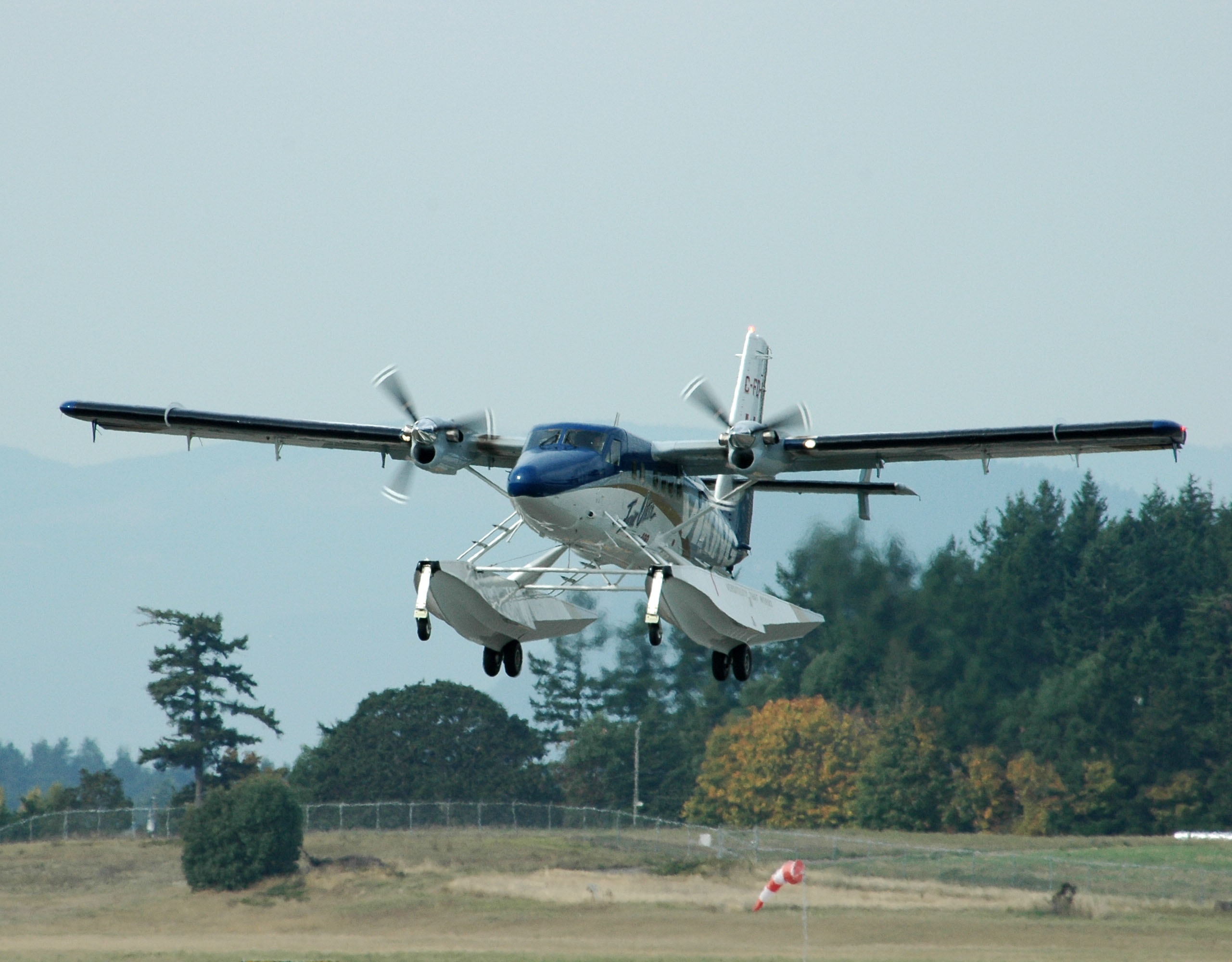
DHC-6-400の水陸両用モデル（バイキング・エアによる新造機）

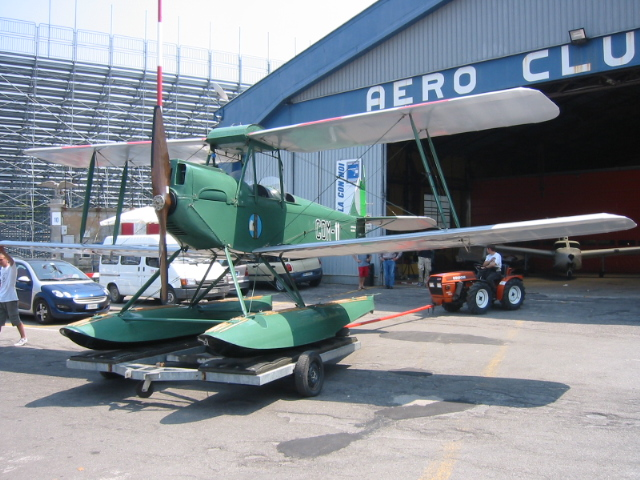
移動台に乗せられたカプロニCa.100

フロート水上機にはフロート（浮舟）を左右に二つ持つ双フロート型や、機体直下に一つ持つ単フロート型などがある。通常、単フロート型は左右の主翼下に補助フロートを配置して水上安定性を保持している。フロートは「ポンツーン」とも呼ばれる。また機体にフロートがついている様子から、日本では「下駄履き機」とも呼ばれる。
機体そのものに通常の陸上機との差異はほとんどないので、降着装置を取り替えるなど簡単な改造のみで陸上機を水上機にすることもできる。実際に様々な機体が水上機に改造され、別機体というよりバリエーションの一つとされている場合も多い。非常に希ではあるが、最初にフロート水上機として設計されたものが着陸脚を装備して陸上機になった例もある。このうち日本の例では、前者は二式水上戦闘機、後者は強風などが主な例である。
浮力を機体以外の部分で得る関係上、大型の機体ではフロートの重量や空気抵抗などの不利な点が大きくなり、小型・中型飛行機にほぼ限られる。最大のフロート水上機は、第二次世界大戦中に米軍が太平洋の島々への輸送のため急造したC-47の水上機型だったが、肝心のペイロードのほとんどがフロートにとられるなど、上述のフロート機としての欠点があからさまとなり、成功はしなかった。
地上ではフロート下面を擦らないように車輪の付いた台が必要となるなどハンドリングに手間がかかるため、フロートに移動用の車輪（ビーチングギア）を付けたタイプや、離着陸も可能な車輪を付けた水陸両用機が開発されている。

### 飛行艇

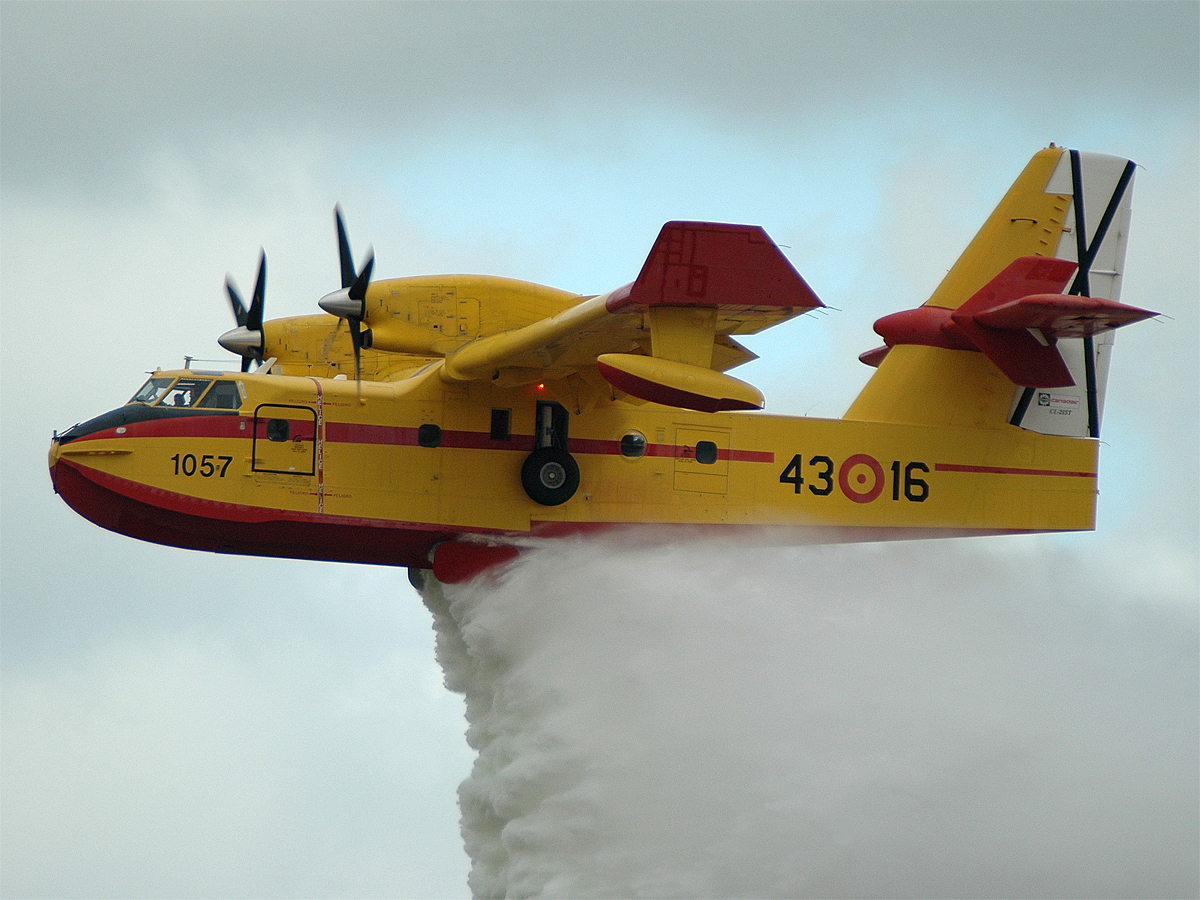
カナデア CL-215T

機体そのものを艇体として浮力を得るため、大型化が可能である。胴体が水面にあるため、小型の機体では主翼とエンジンを機体から持ち上げた独特の配置にならざるを得ない。これによる抗力増加や推力中心と機軸とのずれなどの問題が起こり、小型機であれば悪影響が顕著であるが、大型機の場合だと主翼を高翼化するだけでほぼ解決できるので、その意味においても大型機に向いた形態であるといえる。
サヴォイア・マルケッティ SM.55のように双胴の飛行艇も存在したが、通常は単胴のため、中型以下の機体では左右主翼下の補助フロート、または艇体左右に設置したスポンソンによって水上安定性を確保している。大型の機体では艇体そのものの復元力でも充分となる。大型であれば陸上用の降着装置を別に組み込む余裕があるので、水陸両用機もこの形態が多い。

### その他
これまで実用化に成功した水上機のタイプは上記2種以外にはないが、フロート機・飛行艇以外にも数種の水上降着装置が試されている。
ホバークラフト
水上と同じく陸上も離着陸可能となる水陸両用機の一種として、軽飛行機の下部にエアクッションを付けたホバークラフト機が試作されたことがある。1963年からベル・エアクラフトは独自にエアクッション機の研究を始め、最終的にはアメリカ空軍やカナダ政府をも巻きこんだ一大プロジェクトとなった。だが、着陸の際に陸上でブレーキをかけられないという欠点などのため実用化されなかった。
水上スキー
水上機の降着装置は、フロート、艇体ともに浮力保持のため大きな体積が求められ、陸上機の着陸脚のように機体に引き込むことは通常できない。そのため水上機の超音速ジェット機化を計画したアメリカ海軍とコンベアは、試作水上ジェット戦闘機コンベア・シーダートに引き込み式の水上スキーを履かせた。シーダートは水上機として初めて音速を超えたが、計画そのものは失敗した。（XF2Y-1 (航空機) の項参照）
また、引き込み式ではないが、シュナイダー・トロフィーレーサーとして計画されたピアッジョ P.7も水上スキーを搭載したレシプロ機であった。静止時は胴体を艇体として半分水に浸かって浮いているのはシーダートと同じだが、水中翼もかねた水上スキーによって主翼とプロペラが水面から離れるまでは、機体後部のスクリュープロペラによって推力を得ていた。これも抗力低下と速度向上を狙っていたが、シーダート同様に失敗している。

## 歴史

### 誕生

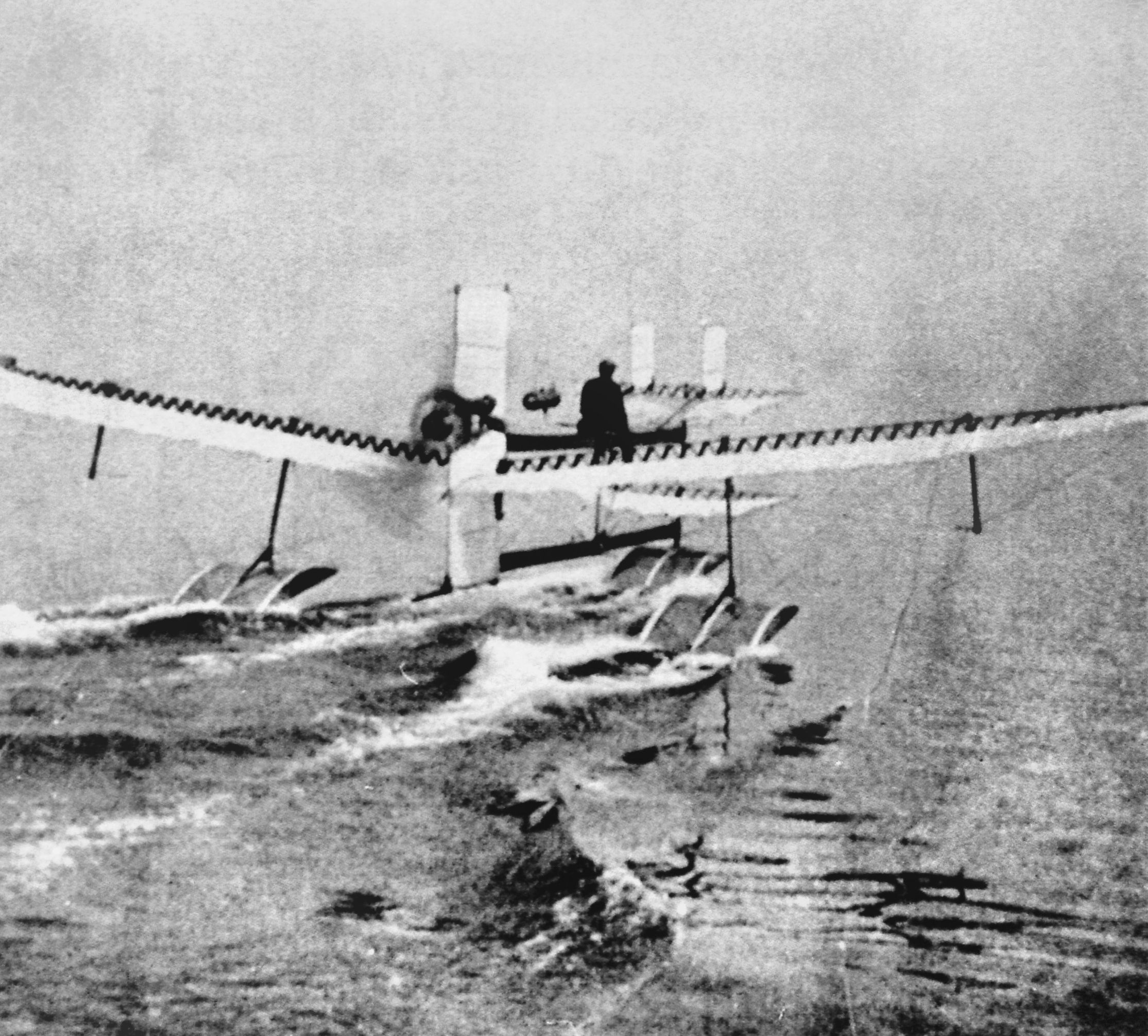
世界最初の水上機イドロアエロプラン

飛行機を水上から飛ばすというアイデアは古くからあり、ライト兄弟以前の実験者ヴィルヘルム・クレスが1901年に離水を試みて失敗している。ライト兄弟以降では、1905年のボアザンの水上グライダーの離水実験等を経て、最初に動力飛行で水面から離水したのは、アンリ・ファーブル（Henri Fabre、1882年 - 1984年）のイドロ-アエロプラン（Hydro-aéroplane）である。
1910年3月28日、マルセイユの北西に少し離れたところにあるマルティーグのベール湖上において、本機は飛行機として世界最初の湖面からの離水、約800mの水上飛行、着水を成し遂げている。1913年にこの機体はル・カナール（Le Canard）という名に改名したが、その名称にも現れているように、当機の構成は先尾翼形で、前部に1つ後部主翼下に2つのフロート（水上機の降着装置）を備え、50馬力のエンジンと推進式プロペラにて380kgの機体を宙に浮かせた。

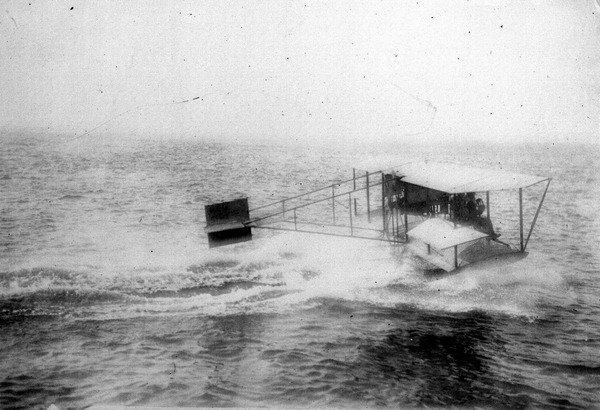
カーチス水上機A-1

実用的な水上機としての最初期の物に1911年のカーチス水上機（米海軍名称A-1）がある。カーチス水上機はカーチス陸上機の降着装置を取り替えた物であり、機体下部にフロートを一つ、左右に補助フロートを備えていた。機体構成は、まだライトフライヤーのような帆布張りの翼とステーだけの構造から大きな変化は遂げていない。
カーチスは海軍の装甲巡洋艦「ペンシルベニア」の傍らにこの機体で着水し、艦上にクレーンで収容され、再度海面におろされた後、離水して基地に帰投するというデモンストレーションを行い、実際にこの機が軍艦で運用可能な事を証明してみせた。その結果この機体は海軍にA-1の名前で正式に採用され、初のアメリカ海軍機となった。

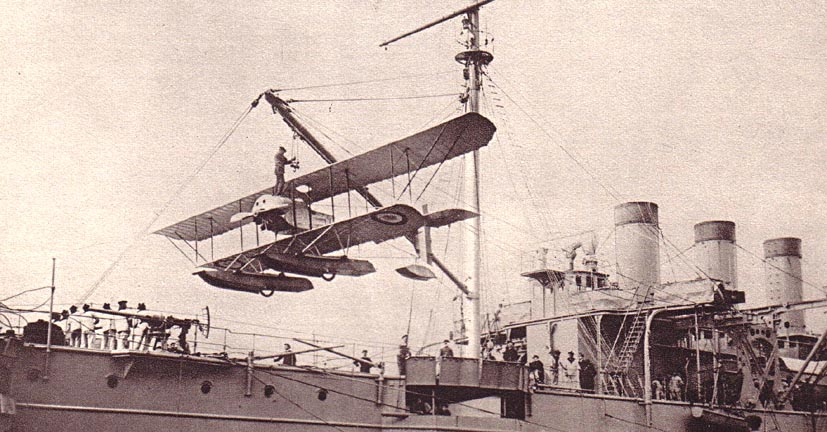
フードルに搭載しようとされている水上機 (1914)

同じ頃、水上グライダーの制作以来水上機と関係の深かったボアザンは、アンリ・ファーブルからフロートを購入し、自分たちが制作した先尾翼機カナール・ボアザンに取り付けた。その機体は1910年にセーヌ川を飛んだ初めての水上機となっただけでなく、1911年にはフランス海軍に買い上げられ、こちらは初のフランス海軍機となっている。フランス海軍はこれらの機体のため、元は修理艦や機雷敷設艦として就役していたフードル（La Foudre）を世界で最初の水上機母艦に改修している。

### 戦間期
水上機は、20世紀初頭には大きく2つの分野で注目された。

#### 大型旅客機
一つは、大型長距離渡洋機としてである。
その理由としては、大型で重量がかさんでも、水上という無限に近い滑走距離をもってすれば離水できた事、仮に洋上飛行中にトラブルが起きても、水上機ならば着水して最悪の事態は避けられると考えられた事にある。これらは大型機であるという事から、飛行艇にほぼ限られる。またこれには、当時はまだ大型飛行機の着陸の衝撃に耐えられるだけの降着装置が製造できず、機体下部全体に荷重を分散させる飛行艇のみが大型化可能であったことも関係している。
8発のエンジンを持ち、当時としては世界最大だったカプロニCa 60 トランスアエロはこの種の大型旅客飛行艇としては初の物だったが、試験飛行に失敗して損傷、さらに修理する前に火災で焼失してしまい試作1機のみであったために事実上の失敗作となった。12発のエンジンを持ち、建造当時世界最大の航空機だったドルニエ Do Xは、水陸双方を通じてこれを上回る最大離陸（水）重量を持つ飛行機が長らく登場しなかったほど大型旅客飛行艇として群を抜く存在であり、デモフライトで当時としては桁外れの人数を乗せて飛び評判を呼びはしたものの問題点も多く、大西洋を往復して見せたにもかかわらず、どこからも注文を得られないままに終わってしまった。しかしそのあとを追って次々に製作されたボーイング314、マーチンM-130、ショート・エンパイア、九七式輸送飛行艇といった大型旅客飛行艇は非常に成功した機体となり、太平洋や大西洋などの世界中の大洋を駆け巡った。

#### 高速機
もう一つは、現代の目から見れば意外な事に高速機としてであった。
高揚力装置が未発達だった当時は、大型機の離陸には（後の時代の同程度の翼面荷重の航空機と比べて）長大な滑走距離を必要とした。そのため高速を狙った高翼面荷重の航空機を設計しようにも、おのずと限度があった。前述の様にほぼ無制限の滑走距離をとれる水上でのみ、高翼面荷重の機体の設計が可能だったのである。もちろん飛行艇だろうがフロート機だろうが、機体体積（前面投影面積）は陸上機より大きくなり、重量と空気抵抗の面で不利となる。しかし翼面荷重を高くする（つまり主翼を小さくして空気抵抗を減らす）効果は、フロートなどを持つ不利を補って余りある結果となったのである。

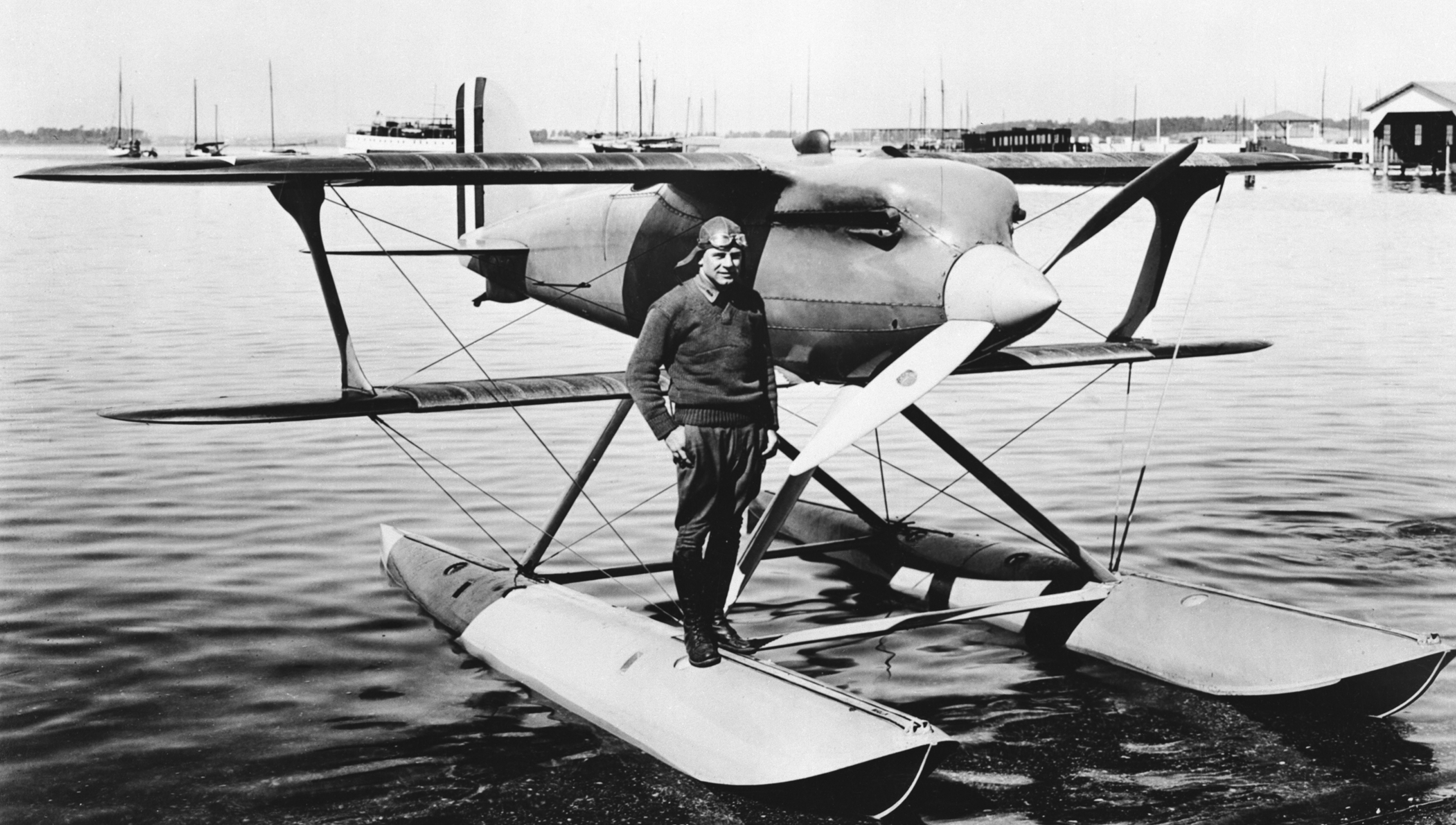
1925年度シュナイダー・トロフィー優勝のカーチスR3C-2とJ.ドーリットル中尉。映画『紅の豚』登場のライバル機のモデルはこの機体

これは水上機の発達を願って設けられたレースであるシュナイダー・トロフィーが各国の国威発揚の場となるにいたってさらに加速した。各国はこのレースのために技術の粋を結集して、盛んに高性能水上機の開発を行ったため、1927年から1939年までの短い間ではあったが、世界最速の乗り物といえば水上機を指した時代があったのである。実際に、イタリアの水上機マッキM.C.72はレシプロ機であったにもかかわらず、1934年に709.21 km/hの記録を残し、その速度は約10年後に飛んだ初期のジェット機よりも高速であった。
だが1930年代において最初の高揚力装置であるフラップが実用化され、また飛行場の滑走路も長大なものが整備されるようになると、陸上機においても従来よりも高翼面荷重の機体の開発が可能になり、高速機分野での水上機の利点は失われた。
なお、マッキM.C.72の記録はレシプロ水上機の速度記録としては現在も破られておらず、高速機としてのレシプロ水上機がもはや新規開発されないであろう事を考えると、これからも破られることは無いと言われている。

### 第二次世界大戦中

#### 艦載機

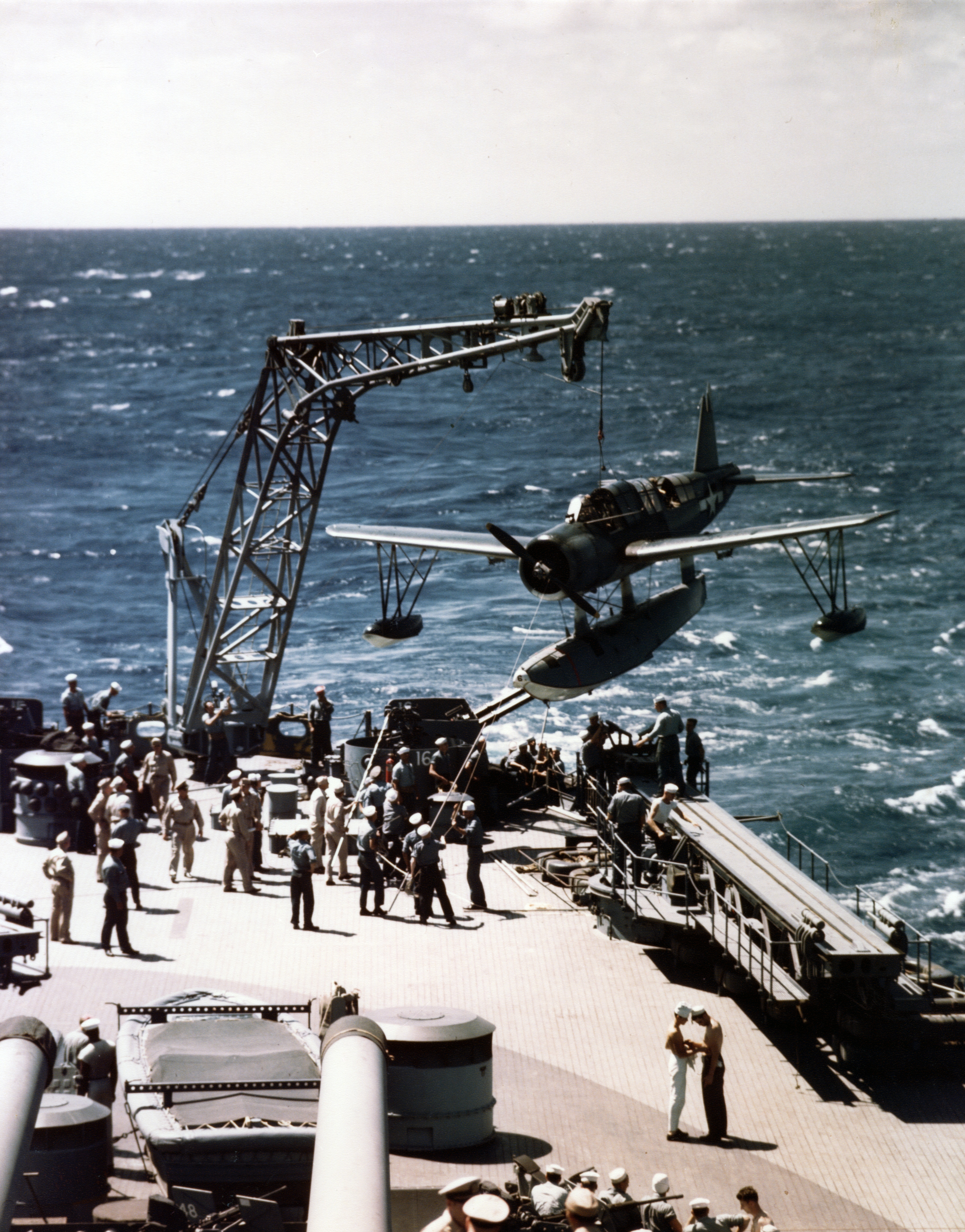
米海軍戦艦「ミズーリ」上のヴォートOC2Uキングフィッシャー偵察機

第二次世界大戦の始まった頃には、索敵・哨戒用などを目的に、航空母艦以外の軍艦も航空機を搭載していた。当然ながら空母以外の艦は着艦のための甲板が存在せず、当時のヘリコプターはまだ実用的ではなかったため、海面着水運用が可能な水上機を搭載した。離艦についてはカタパルト発進で対応した。空母が艦隊に組み込まれている場合は、空母搭載の偵察機・索敵機などがその任に当たったが、他艦の水上機も引き続き偵察・索敵に使用された。
戦艦・巡洋艦など砲撃をその主目的とする艦の搭載水上機にはそれ以外にも重要な任務があった。砲撃とは初弾命中はまずあり得ない物であり、最初の着弾が目標より遠いか近いかを確認してから初撃より近く（遠く）調整して第2射を撃ち、またその着弾を確認して距離を調整し…という繰り返しである。その着弾観測という任務が艦載水上機に課せられていたのである。しかしこれらの大艦巨砲主義に付随したような運用は、レーダーの発達によって代わられる事となった。また大艦巨砲主義そのものが、航空機の発達によって時代遅れとなった。

#### 救難・哨戒
非艦載型の大型水上機の哨戒任務は、大戦を通して重要な役割を果たした。これらの機体には前述のショート・エンパイアを軍用に改造したイギリスのショート・サンダーランド飛行艇、アメリカのPBY カタリナ飛行艇、日本の二式大艇などがある。潜水艦を探して洋上を長距離飛行する対潜哨戒機としての役割には、飛行艇は打ってつけだったのである。

#### 水上戦闘機
第一次世界大戦からしばらくは全盛を誇った水上戦闘機という機種は、このころには既にほとんどが消滅していた。しかしこの絶滅種をあえてこの時代に復活させたのが、第二次大戦の各国軍中、唯一水上戦闘機部隊を運用していた大日本帝国海軍である。日本海軍は、九五式水上偵察機が中国軍のアメリカ製戦闘機を撃墜した戦訓から、水上機による空戦の有効性を感じ取った。そして国際連盟の規定で軍事施設の建設が禁止されている委任統治領である南洋諸島へ進軍する際、飛行場が作れないような小島や、飛行場が整備されるまでの駐留部隊機として水上飛行機が有効であると考えた（なお、日本の国際連盟脱退と1936年のワシントン軍縮条約の失効後は軍事施設を建設している）。そこで十五試水上戦闘機の開発を川西航空機に命じ、完成までのつなぎとして零戦を水上機に改造した二式水上戦闘機を製作した。
緒戦ではそれなりの活躍をした二式水上戦闘機ではあったが、戦局の推移にともない、日本軍が攻勢から守勢にまわると、活躍の場を失った。十五試水上戦闘機が強風として完成した頃には水上戦闘機の出番はすでに無くなっていた。強風は陸上戦闘機の紫電に設計変更され、後の日本海軍最後の傑作機、紫電改の母体となっている。
アメリカ軍は建設能力に優れていたため、またそれ以外の国はそもそも多数の島嶼を占領するような戦争を経験していないため、水上戦闘機を必要とせず、試作機も作られてはいるが実戦投入はされなかった。

#### 潜水艦搭載機

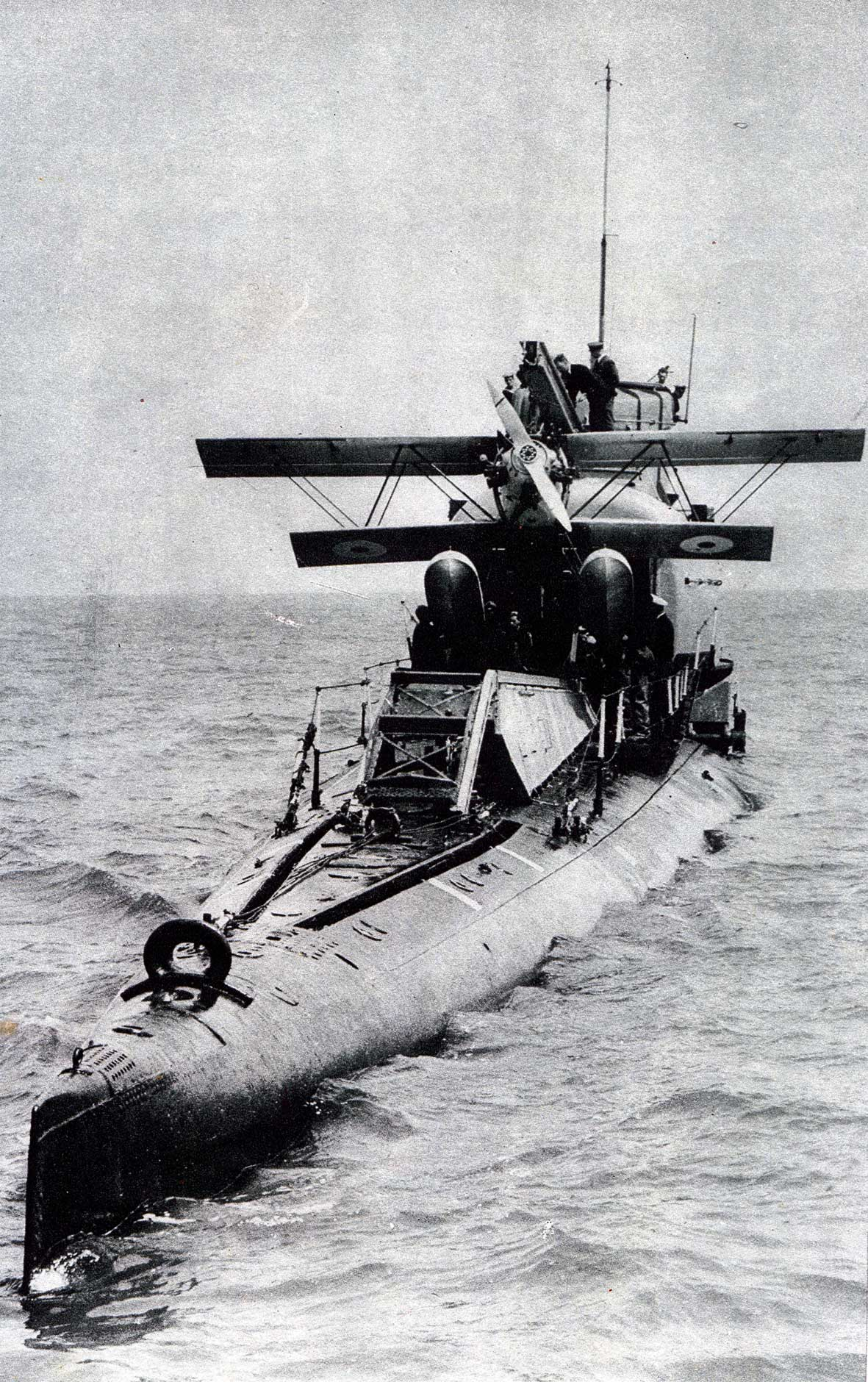
英海軍パーナル・ペトー水上機とM2潜水艦

一旦海中に潜れば外界の状況がほとんど判らない潜水艦も、浮上した際に周囲の状況を確認するため、索敵・偵察用の偵察機を搭載する例があった。このアイデアのルーツは古く、早くも1917年に潜水艦搭載専用水上機、ハンザ・ブランデンブルクW-20がドイツで開発されている。その後も航空機搭載潜水艦と潜水艦搭載航空機の組み合わせは様々な国で試され、S-1潜水艦とコックス・クレミンXS-2水上機（アメリカ）、M2潜水艦とパーナル・ペトー水上機（イギリス）、エットーレ・フィエラモスカ潜水艦とマッキM.53やピアッジオP.8（イタリア）、スルクフ潜水艦とMB411水上機（フランス）、伊十五型潜水艦と零式小型水上偵察機（日本）など多くの例がある。これらの航空機に共通するのは、潜水艦の限られたスペースに収容する為に折畳式や分解式である事、隠密性を放棄して浮上した潜水艦を危険にさらす時間を最小限に抑えるため、展開・格納が短時間で可能な事があげられる。
また、特異な例として、この潜水艦に搭載する水上機を偵察機から攻撃機に発展させた例がある。日本では俗に潜水空母とも呼ばれる伊四百型潜水艦は当時世界最大の潜水艦であり、専用に開発された晴嵐という名の水上攻撃機を3機搭載していた。

### 第二次世界大戦後

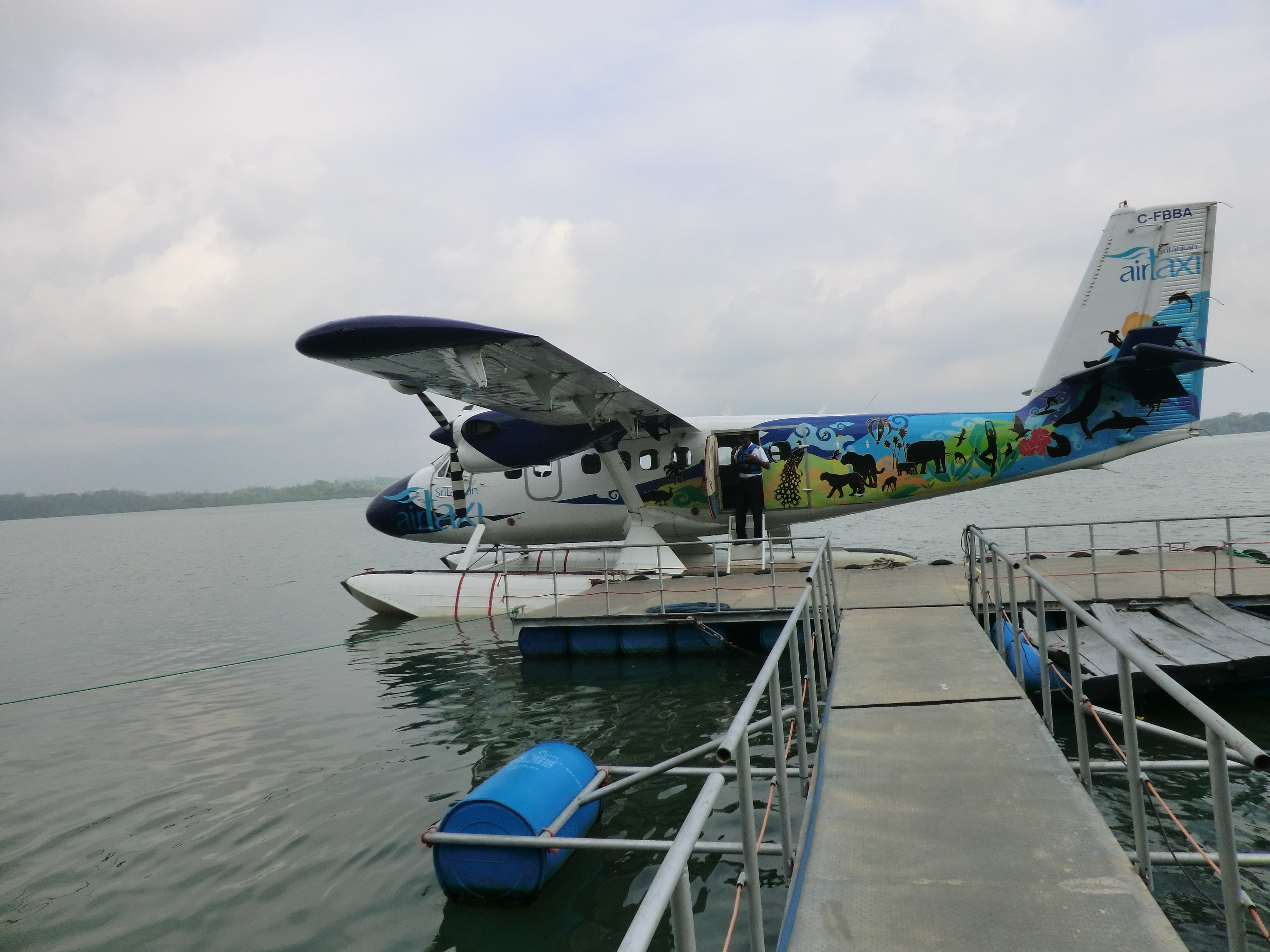
スリランカ航空のDHC-6-100

第二次大戦後、陸上機の信頼性や航続距離の向上・地上設備の完備などから、長距離旅客機、対潜哨戒機などもほとんど陸上機でまかなわれるようになり、レーダーとヘリコプターの発達により艦載偵察機としての使命も終えた事から、水上機は航空機開発の花形ではなくなる。米軍はジェット水上戦闘機「シーダート」の開発を試みたが、実用化はしなかった。
しかしその利点は今なお健在であり、ベリエフを初めとした各メーカーがジェット飛行艇を制作するなど、戦後も多くの優秀な水上機が開発されている。滑走路を必要としない水上機は、飛行場が整備されていない島・地域で今日でも有効な脚として利用されている。
スリランカ航空では観光客を島々へ送迎するエアタクシーとして水上機仕様のDHC-6を利用している。
DARPAでは低コストで生産可能な長距離水上輸送機「リバティー・リフター (Liberty Lifter)」を計画しており、オーロラ・フライト・サイエンシズやジェネラル・アトミックス・エアロノーティカル・システムズが応募している。

#### 遊覧
セスナ 172など小型機にフロートを追加した水上機が遊覧機として多数利用されている。
自動車部品メーカーのサードが富裕層向けの小型水上スポーツ機の開発を予定している。
せとうちSEAPLANESが2016年から瀬戸内海で観光遊覧飛行への利用を始め、親会社のツネイシホールディングスが遊覧飛行で使用する機体を製造するクエスト・エアクラフトを子会社化している。

#### 海難救助機

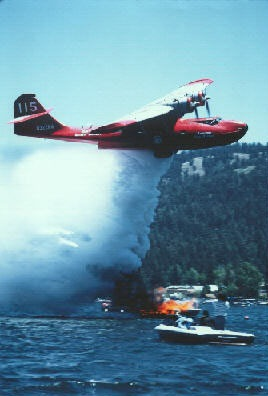
消火デモンストレーション中のカタリナ

沿岸地域の海難救助はホバリングが可能で小回りのきくヘリコプターがその任を引き継いだ。しかし、外洋での救助活動は、航続距離が長く凌波性能の高い飛行艇が今でも役立っている。
新明和工業は救難用の飛行艇US-1、US-2を製造している。海難救助のみならず、飛行場のない離島での急病人移送などにも使われている。

#### 消防飛行艇
最近注目を集めている飛行艇の用法として、大規模火災の消火がある。山火事などの現場近くの海面・湖面に着水し、機内タンクに取水して再離水、現場上空にて放水するものである。
PBY カタリナなど旧来の飛行艇を改造する例も多いが、ロシアのベリエフBe-200などは最新式の双発ジェット飛行艇であり、消防飛行艇としての能力も高い。

#### 地面効果翼機
厳密には航空機と呼ぶには異論があろうが、飛行艇から派生したものとして地面効果翼機がある。実用化されたものにソ連のエクラノプランがある。
地面効果（表面効果）を利用すれば、航空機は通常より遙かに効率よく飛行できる。「地面」効果といっても、効果を維持できる高度は低く、実際に地面の起伏に合わせてその高度を維持するのは非常に危険であるため、基本は地面ではなく水面航行となる。そこで通常飛行と地面効果利用の両方が可能な水上機として研究は始まった。
その後、水面を離水しての飛行は不要と考えられ、「船よりも速く、飛行機よりも経済的」な輸送システムとしてエクラノプランの研究は続けられた。結果、ソ連は各種多様な機体を試作しカスピ海で試験運行したが、偵察衛星の画像でこの種の機体の存在を知った当時の西側は、西側の設計思想とのあまりの異質さから「カスピ海の怪物」（「ネス湖の怪物」に掛けた呼称）と呼んだ。

## 船としての利用

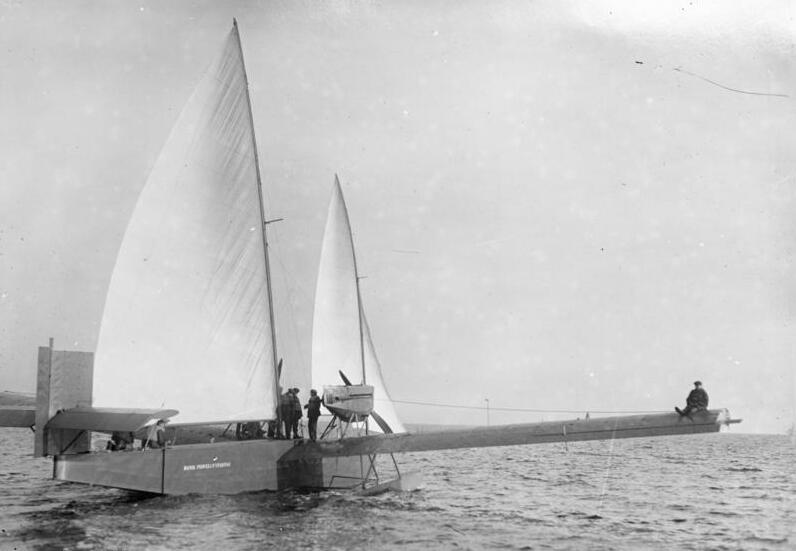
帆を張ったロールバッハ Ro II

水上機は着水後にエンジンで滑走するのが基本だが、エンジンを止めた状態で帆を張れば帆船ともなるため、一種の機帆船とみなすこともできる。
機械の信頼性が低かった時代にはエンジンの故障で不時着水した際、陸まで移動するための予備動力として取り外し可能なマストと帆が搭載されており、緊急時には帆船となって移動することが想定されていた。
これらの装備はデッドウェイトであるため、エンジンの信頼性が向上すると次第に搭載されなくなった。

## ヘリコプター

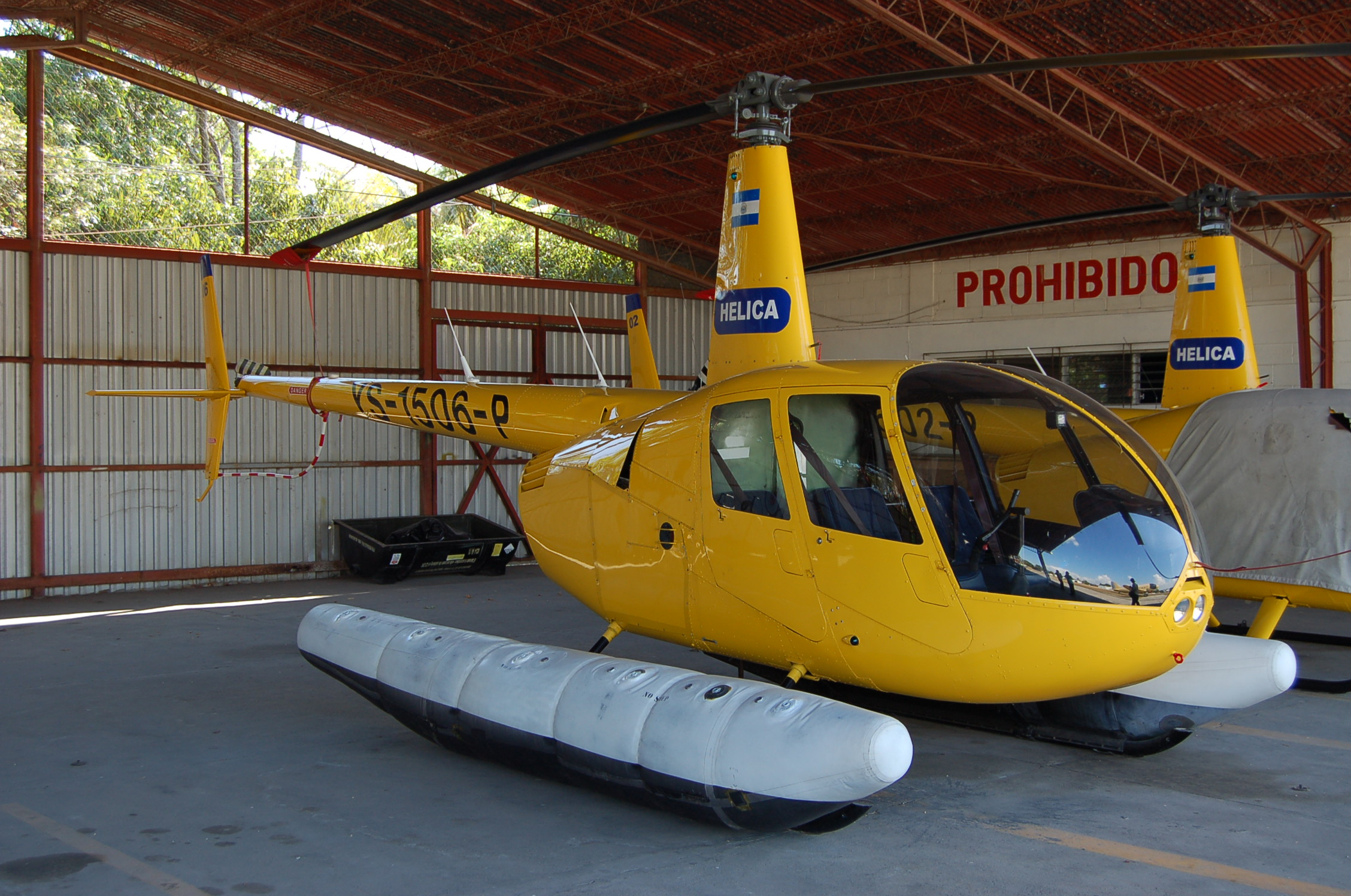
ロビンソンR44 クリッパー

ヘリコプターにはフロートを装備し水陸両用とした機体が存在する。大型機・専用機は少なく、ロビンソンR44 クリッパーのような小型機にフロートを取り付けた双フロート型が多いが、S-61/SH-3 シーキングやミル Mi-14 ヘイズのように、胴体下部を艇体構造にしたヘリコプターも存在する。
航空法では緊急着水時にスキッドや機体下部に取り付けたフロートを膨らませることで、機外への脱出や筏の準備する時間を稼ぐ緊急用フロートの装着義務が生じる。あくまで沈没を遅らせるか救助を待つための装備であり長時間の利用には向かず、フロートは使い捨てとなる。軽量な陸上ヘリコプターの一部（エンストロム 480、RotorWay Execなど）にもオプションとして用意されており、気象条件によっては沈没せずに機内で救助を待つことが可能である。
機体の沈没を防ぐため到着した救難隊が追加で浮きを取り付けることもある。